# Orion in the Sky
Orion in the Sky is de achttiende aflevering van het achtste seizoen van de televisieserie ER, die voor het eerst werd uitgezonden op 4 april 2002.

## Verhaal
Dr. Greene krijgt een nieuwe student geneeskunde onder zijn hoede, dr. Gregory Pratt, en maakt meteen kennis met zijn zelf ingenomen instelling. Ondertussen merkt hij dat zijn gezondheid snel achteruitgaat, hij besluit dan om te stoppen met zijn bestralingen om zo van zijn laatste dagen te genieten. Tevens besluit hij dat dit zijn laatste werkdag is en neemt afscheid van het werk, hij geeft dr. Carter mee dat hij nu de man is op het werk. 
Dr. Corday heeft moeite om de wens uit te voeren van haar patiënt, deze is stervende en wil waardig sterven.
Lockhart hoort van haar huurbaas dat de agressieve buurman verhuisd is, zij wil nu terug naar haar appartement verhuizen.

## Rolverdeling

### Hoofdrollen
- Anthony Edwards - Dr. Mark Greene
- Noah Wyle - Dr. John Carter
- Laura Innes - Dr. Kerry Weaver
- Alex Kingston - Dr. Elizabeth Corday
- Goran Višnjić - Dr. Luka Kovac
- Sherry Stringfield - Dr. Susan Lewis
- Ming-Na - Dr. Jing-Mei Chen
- Mekhi Phifer - Dr. Gregory Pratt
- Maura Tierney - verpleegster Abby Lockhart
- Laura Cerón - verpleegster Chuny Marquez
- Yvette Freeman  - verpleegster Haleh Adams
- Lyn Alicia Henderson - ambulancemedewerker Pamela Olbes
- Michelle Bonilla - ambulancemedewerker Christine Harms
- Emily Wagner - ambulancemedewerker Doris Pickman
- Sharif Atkins - Michael Gallant
- Troy Evans - Frank Martin

### Gastrollen (selectie)
- Paul Benjamin - Al Ervin
- Wilson Cruz - Jeffrey Cruz
- Anna Carolina Alvim - Linda Cruz
- Lori Petty - Shane
- Blaire Baron - Willa Goldman
- Maz Jobrani - Henry Aquino
- Alexandra Lee - Katie
- Ken Lerner - Stan Seidel
- Julianna McCarthy - Mrs. Raskin
- Lobo Sebastian - Freddy Harrison
- Christine Harnos - Jennifer Simon